# 骨髓源性巨噬细胞

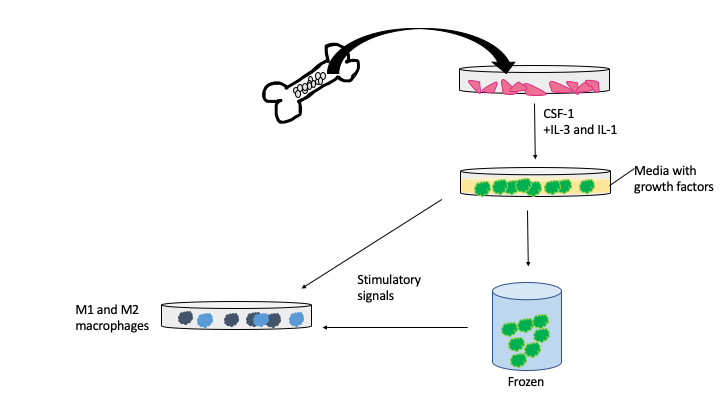
BMDM的提取与培养

骨髓源性巨噬细胞（英語：Bone marrow-derived macrophage，BMDM）是指由科研实验室哺乳动物骨髓细胞生成的巨噬细胞。骨髓细胞中存在未分化的巨噬细胞前体，可以通过加入巨噬细胞集落刺激因子（macrophage colony-stimulating factor，M-CSF；CSF1）来分化培养，M-CSF是一个细胞因子,诱导细胞分化。BMDM细胞常用于免疫学和细胞生物学研究。